# Wolf-Ingo Seidelmann
Wolf-Ingo Seidelmann (geboren 27. Oktober 1950 in Radebeul) ist ein deutscher Volkswirt und Historiker.

## Leben
Nach seinem Abitur am Abendgymnasium Offenbach studierte Wolf-Ingo Seidelmann von 1974 bis 1981 Altorientalistik und Volkswirtschaftslehre an der Universität Tübingen. Nach dem Diplomexamen als Volkswirt war er von 1982 bis 1986 Assistent am Lehrstuhl für Wirtschafts-, Sozial- und Agrargeschichte der Universität Hohenheim und wurde 1985 promoviert. Er arbeitete als Volkswirt bei verschiedenen Wirtschaftsverbänden und zuletzt als Hauptgeschäftsführer der IHK Coburg.
Seidelmann veröffentlichte zur baden-württembergischen Verkehrs- und Wirtschaftsgeschichte und forschte unter anderem über das Projekt eines Neckar-Donau-Kanals und über das nationalsozialistische Rüstungsunternehmen Doggererz AG in Südbaden. Außerdem publizierte er zur NS-Täterforschung. 

## Schriften (Auswahl)
- Der Neckar-Donau-Kanal: 200 Jahre Planung für eine Wasserstrasse quer über die Alb. St. Katharinen: Scripta-Mercaturae 1988, ISBN 978-3-922661-41-2.
- Das Kinzig-Donau-Projekt. Ein zweifelhaftes Unternehmen als Problem südwestdeutscher Verkehr- und Gewerbepolitik. In: ZGO 138, 1990, S. 329–363.
- Der Süddeutsche Mittellandkanal kam nicht bis Heidenheim. Jahrbuch 1991/92. Heimat- und Altertumsverein Heidenheim an der Brenz e.V., 1992, Hrsg.: Helmut Weimert.
- "Eisen schaffen für das kämpfende Heer!" Die Doggererz AG – ein Beitrag der Otto-Wolff-Gruppe und der saarländischen Stahlindustrie zur nationalsozialistischen Autarkie- und Rüstungspolitik auf der badischen Baar. Konstanz: UVK 2016, ISBN 978-3-86764-653-6.
- Prof. Dr. Günther Franz: „Ich war aus Überzeugung Nationalsozialist.“ In: Wolfgang Proske (Hrsg.): Täter, Helfer, Trittbrettfahrer Band 10 – NS-Belastete aus der Region Stuttgart. Kugelberg Verlag, Gerstetten 2019, ISBN 978-3-945893-11-1, S. 151–181.
- Der Fürstentrust, in: Heinrich Fürst zu Fürstenberg (Hrsg.): Max Egon II. zu Fürstenberg – Fürst, Soldat, Mäzen. Ostfildern: Jan Thorbecke 2019, ISBN 978-3-7995-1369-2, S. 350–377.
- Peter Habicht: Traumberuf Flieger. In: Wolfgang Proske (Hrsg.): Täter, Helfer, Trittbrettfahrer. Band 13 – NS-Belastete aus Niederbayern. Kugelberg Verlag, Gerstetten 2022, ISBN 978-3-945893-21-0, S. 178–180.
- Carl Eugen Künzig – F.F. Kammerpräsident, Vermögensberater und Freund des Fürsten Max Egon II. In: Schriften des Vereins für Geschichte und Naturgeschichte der Baar, Donaueschingen 2024, ISSN 0340-4765, S. 31–48.
- Wasserstraßenplanung im Südwesten (1826-1970) – Standortpolitik und technischer Fortschritt, in: Werner Konold, Johanna Regnath (Hrsg.): Flöße, Mühlen, Wasserwege – Historische Wassernutzungen im deutschen Südwesten. Ostfildern: Jan Thorbecke 2024, ISBN 978-3-7995-2095-9, S. 239–275.